# Centro Olimpico di Biathlon
Koordinaten: 44° 57′ 31,3″ N, 6° 48′ 59,9″ O
Das Centro Olimpico di Biathlon (deutsch Olympisches Biathlonzentrum) war eine Biathlonanlage in San Sicario oberhalb von Cesana Torinese, Italien.

## Geschichte
Für die Olympischen Winterspiele 2006 musste eine Wettkampfstätte für die Biathlonwettbewerbe erschaffen werden. Für 26,4 Mio. Euro wurde oberhalb des kleinen Dorfes San Sicario das Centro Olimpico di Biathlon auf ca. 1650 Metern Höhe gebaut, das von den Veranstaltern der Spiele als der „sicherste, allermodernste und spektakulärste“ seiner Art bezeichnet wurde.
Die Strecke war insgesamt vier Kilometer lang und hatte einen Gesamtanstieg von 204 (einzelne Staffelstrecke der Frauen) bis 620 Metern (20 km Einzel der Männer) bei einem Höhenunterschied von 41 bis 65 Metern. Der Schießstand verfügte über insgesamt 30 Plätze mit elektronischen Scheiben. Im Zielbereich wurde zudem ein multifunktionales Gebäude für Medienvertreter erbaut. Nach den Winterspielen sollte das Gelände als Trainings- und Wettkampfstätte erhalten bleiben und die Dienstleistungsbereiche zur Unterbringung von Gästen umfunktioniert werden.
Seit 2017 wird der Komplex nicht mehr für Biathlon genutzt, so wurden am Schießstand inzwischen Tennisplätze erbaut und das Gebäude im Zielbereich ist ein Hotel.